# (29075) 1950 DA
(29075) 1950 DAは、アポロ群に属する地球近傍小惑星であり、潜在的に危険な小惑星(PHA)でもある。直径は約1.16 km。かつては地球に衝突する可能性がいちばん高かった。2002年にはパレルモスケールがいちばん高くなり、2880年の衝突が予想された。それ以来、度々危険性の推定は更新されていった。2015年2月には地球に衝突する可能性が8300分の1、パレルモスケールは-1.42に見直された。2019年12月時点でJPLの管理するSentry Risk Tableでは一番パレルモスケールの大きい天体となっている。この天体は100年以内の衝突はないと予想されているためトリノスケールの値は与えられていない。

## 発見
1950年2月23日にカール・ワータネンがリック天文台にて発見した。17日間観測された が軌道を確定するのに十分なだけの観測を行えないうちに地球から遠ざかってしまい、行方不明となった。2000年12月31日に発見された小惑星2000 YK66 が1950 DAと同一の小惑星である事が確認され、小惑星番号29075が付与された。

## 観測
2001年3月5日、1950 DAは地球に0.0520726 AU(約780万km)の距離で最接近した。この結果は2001年3月3日から3月7日にかけてゴールドストーン深宇宙通信施設やアレシボ天文台によりレーザーパルスを使って求められた。直径は1.1kmで、逆行している可能性もある。Lenka SarounovaとPetr Pravecによる光度曲線の解析によると自転周期は2.1216 ± 0.0001時間。自転周期の短さやレーダー光に対する高いアルベドから1950 DAは密度が高く、ニッケルのイオンから成っていると考えられている。2014年8月にはテネシー大学の科学者がファンデルワールス力によりまとまったラブルパイル天体であると決定した。
前の地球への接近は2021年2月5日であった。しかし、その時は地球から0.5AUも離れていたため、再観測は非現実的であった。次に観測の機会が巡ってくるのは2032年3月2日の接近であり、地球からは0.075AUしか離れていない。以下の表では0.10AU以内に最接近する日時を5つ示している。
| 日時          | 距離(AU) |
| ------------- | -------- |
| 2032年3月2日  | 0.076    |
| 2074年3月19日 | 0.095    |
| 2105年3月10日 | 0.036    |
| 2136年3月11日 | 0.043    |
| 2187年3月8日  | 0.035    |

## 危険性
2880年3月16日に地球に衝突する可能性があることで知られていた小惑星である（詳細は後述）。直径は約1.1km以上あり、万が一地球に衝突した場合は、地球全域の気象や生態系に影響が及ぶ大災害となる。2002年には、2880年の衝突可能性に関してパレルモスケールが0.17と判定され、最もパレルモスケールが大きい天体となった。もっとも2004年12月に、小惑星 (99942) アポフィスがパレルモスケール1.10、トリノスケール4という数値を出し、(29075) 1950 DAの記録を更新している。
その後、2012年の時点では2007 VK184と並びトリノスケールが最も大きい天体となっていて、2013年の半ばにはパレルモスケールは-0.58で、2880年3月16日の地球衝突確率は2,270分の1（0.044%）とされていたが、同年の後半には地球に衝突する危険性が後退しており、2014年5月時点でトリノスケールは0、パレルモスケールは-0.83となっている。
メインベルトにある直径約125kmの小惑星、ディアナは2150年8月5日に1950ADから0.003AU(45万km)の位置を通過すると予想されている。ディアナほどの大きさでは軌道が乱れ、有名な2880年が変更されることもある。また、その間にヤルコフスキー効果により軌道が乱れることもある。もしこのまま予測通りにいけば1950 DAは2880年3月16日に接近するが、その平均値は数百万kmである。そのため、いまだに衝突可能性は8300分の1(0.012%)である。衝突した場合、気候や生物圏に大きな影響を与え、人間の生活にも打撃を与える。衝突する可能性のある小惑星の発見で衝突の回避に関心が高まっている。

## (29075) 1950 DAが登場する作品
- 2880316〜地球最後の日の皆様へ〜（YeLLOW Generationの楽曲[18]、シングル「北風と太陽」収録）